# Lado Lunar
Albums de Rui Veloso
Auto da Pimenta
(1991) Avenidas
(1998)
Lado Lunar est un album de Rui Veloso sorti en 1995.

## Liste de chansons
| No  | Titre                                  | Durée |
| --- | -------------------------------------- | ----- |
| 1.  | Lado lunar                             |       |
| 2.  | Do meu vagar                           |       |
| 3.  | Lagos de cristais (lacs de crystalles) |       |
| 4.  | Mr. Dow Jones                          |       |
| 5.  | Já não há Canções de Amor              |       |
| 6.  | Benvinda Sejas Maria                   |       |
| 7.  | Ciprest                                |       |
| 8.  | Guadiana                               |       |
| 9.  | Melgas e mosquitos                     |       |
| 10. | Malmequer                              |       |
| 11. | Beautiful People                       |       |
| 12. | História sem moral                     |       |
| 13. | Fado Pessoano                          |       |